# STRIDER'S HIGH
『STRIDER’S HIGH』（ストライダーズ ハイ）は、OxTの4作目のシングル。2016年2月3日にKADOKAWAより発売された。

## 概要
前作『BLOOM OF YOUTH』以来約3ヶ月ぶりのシングルリリースとなった。
表題曲は、テレビアニメ『プリンス・オブ・ストライド オルタナティブ』オープニングテーマに起用された。

## 収録曲
| 全作詞: hotaru、全作曲・編曲: Tom-H@ck。 |                                                                                                  |        |            |      |
| #                                        | タイトル                                                                                         | 作詞   | 作曲・編曲 | 時間 |
| 1.                                       | 「STRIDER’S HIGH」(テレビアニメ『プリンス・オブ・ストライド オルタナティブ』 オープニングテーマ) | hotaru | Tom-H@ck   | 4:01 |
| 2.                                       | 「Welcome Spring!」                                                                              | hotaru | Tom-H@ck   | 4:47 |
| 3.                                       | 「STRIDER’S HIGH」(instrumental)                                                                 | hotaru | Tom-H@ck   | 4:00 |
| 4.                                       | 「Welcome Spring!」(instrumental)                                                                | hotaru | Tom-H@ck   | 4:45 |
| 合計時間:                                | 合計時間:                                                                                        | 17:33  |            |      |